# Ізабель Лукас
Ізабель Лукас (англ. Isabel Lucas, нар. 29 січня 1985, Мельбурн, Австралія) — австралійська акторка та модель. Знана за ролями у телесеріалах «Додому і в дорогу», «Тихий океан», блокбастері «Трансформери: Помста полеглих», фентезійних проєктах «Війна Богів: Безсмертні», «Лицар кубків».

## Біографія

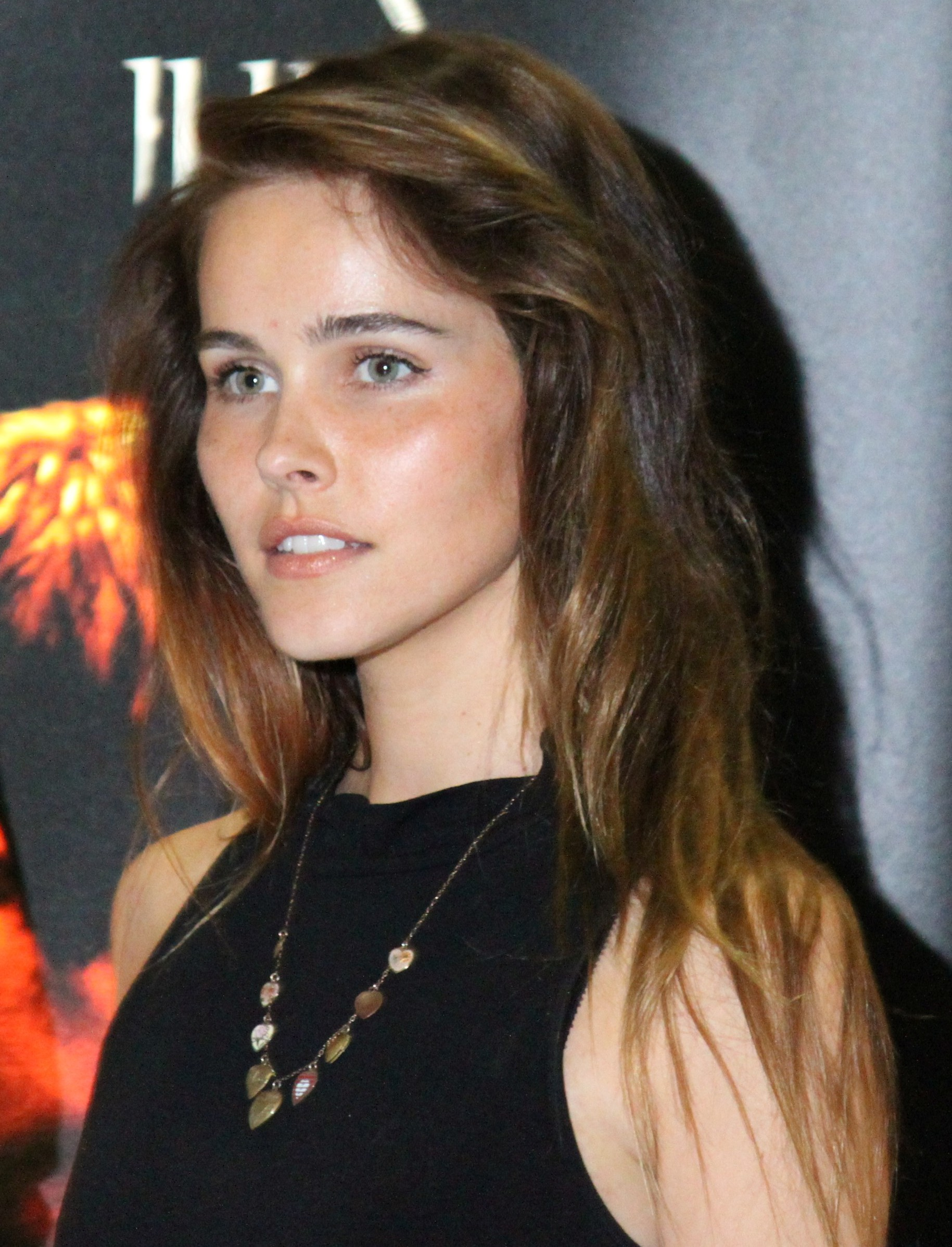
Лукас на WonderCon у 2011 році.

Народилася в Мельбурні, Австралія. ЇЇ батько Ендрю Лукас (англ. Andrew Lucas) — австралієць, а мати Беатріс Лукас (англ. Beatrice Lucas) — швейцарка. У п'ять років з сім'єю переїхала до Швейцарії, але через рік вони повернулися в Австралію. У шкільні роки брала участь у різних виступах. Після закінчення школи вступила до Вікторіанського коледжу мистецтв, в якому здобула знання з драматичного мистецтва. Також навчалась в Технологічному університеті Квінсленда.

## Кар'єра
її помітив агент Шаррон Мейснер. Після виконання ролі Таші Ендрюс в серіалі «Додому і в дорогу» отримала роль у фантастичному бойовику «Трансформери: Помста полеглих». Провідну роль зіграла у фільмі «Воїни світла», в якому знімалась разом з Ітаном Гоуком та Віллемом Дефо.
2011 року знялася у бойовику «Війна Богів: Безсмертні» за участю Мікі Рурка, Лукас виконала роль богині мудрості — Афіни.

## Особисте життя
Після спільних зйомок з Крісом Гемсвордом у серіалі «Додому і в дорогу» з 2005 по 2006 рік мала з ним стосунки.
Ізабель — вегетаріанка. Володіє англійською, французькою та швейцарською німецькою мовами.

## Фільмографія
| Рік       |     | Українська назва                                                   | Оригінальна назва                                | Роль                       |
| --------- | --- | ------------------------------------------------------------------ | ------------------------------------------------ | -------------------------- |
| 2003—2006 | с   | Додому і в дорогу                                                  | Home and Away                                    | Таша Ендрюс (259 епізодів) |
| 2007      | тф  | Церемонія вручення премії Австралійського інституту кінематографії | 49th Australian Film Institute Awards            |                            |
| 2008      | с   |                                                                    | Entertainment Tonight                            | камео (2 випуски)          |
| 2009      | ф   | Трансформери 2: Помста полеглих                                    | Transformers: Revenge of the Fallen              | Еліс                       |
| 2009      | ф   | Воїни світла                                                       | Daybreakers                                      | Елісон Бромлі              |
| 2009      | ф   | Місто очікування                                                   | The Waiting City                                 | Скарлетт                   |
| 2009      | в   | Виробництво «Міста очікування»                                     | The Making of the Waiting City                   | камео / акторка            |
| 2009      | тф  |                                                                    | Scream Awards 2009                               |                            |
| 2009      | в   | Людський фактор: Помста полеглих                                   | The Human Factor: Exacting Revenge of the Fallen | камео                      |
| 2009      | с   | Рав наживо                                                         | Rove Live                                        | камео (1 випуск)           |
| 2010      | тф  | Зустріч на найвищому рівні                                         | Summit on the Summit                             | грає себе                  |
| 2010      | в   | Виробництво «Воїнів світла»                                        | The Making of Daybreakers                        | камео / Елісон Бромлі      |
| 2010      | док | Бухта                                                              | The Cove                                         | екоактивістка              |
| 2010      | с   | Тихий океан (мінісеріал)                                           | The Pacific                                      | Ґвен (епізод «Мельбурн»)   |
| 2010      | ф   | Весільна вечірка                                                   | The Wedding Party                                | Анна Петрова               |
| 2011      | тф  | Церемонія вручення премії «Молодий Голлівуд»                       | 13th Annual Young Hollywood Awards               |                            |
| 2011      | с   |                                                                    | Sidewalks Entertainment                          | камео (1 випуск)           |
| 2011      | ф   | Розум у воді                                                       | Minds in the Water                               |                            |
| 2011      | ф   | В ритмі серця                                                      | A Heartbeat Away                                 | Менді Ріддік               |
| 2011      | ф   | Війна Богів: Безсмертні                                            | Immortals                                        | Афіна                      |
| 2012      | ф   | Невловимі                                                          | Red Dawn                                         | Еріка Мэйсон               |
| 2013      | ф   | Подорож «Прозоре море»                                             | The Transparentsea Voyage                        |                            |
| 2014      | ф   | Цукор                                                              | That Sugar Film                                  | грає себе                  |
| 2014      | ф   | Джентльмен-грабіжник                                               | Electric Slide                                   | Пауліна                    |
| 2014      | ф   | Лофт                                                               | The Loft                                         | Сара Дікінс                |
| 2014      | ф   | Шукач води                                                         | The Water Diviner                                | Наталія                    |
| 2014      | кф  | Енграм                                                             | Engram                                           | дівчина                    |
| 2015      | док | Єдність                                                            | Unity                                            | оповідачка                 |
| 2015      | ф   | Лицар кубків                                                       | Knight of Cups                                   | Ізабель                    |
| 2015      | ф   | Обережніше з бажаннями                                             | Careful What You Wish For                        | Ліна Гарпер                |
| 2016      | ф   | Одинадцятий                                                        | The 11th                                         | Сіссі                      |
| 2016      | ф   | Дитя Осіріса                                                       | The Osiris Child                                 | Джіп                       |
| 2017      | ф   | Це не я                                                            | That's Not Me                                    | Зої Купер                  |
| 2017      | в   | Дитя Осіріса: Більший світ                                         | The Osiris Child: A Bigger World                 | грає себе                  |
| 2017      | в   | Дитя Осіріса: Жити поза світом                                     | The Osiris Child: Living Off World               | грає себе                  |
| 2017      | в   | Дитя Осіріса: Перший погляд                                        | The Osiris Child: First Look                     | грає себе                  |
| 2017      | с   | Смарагдове місто                                                   | Emerald City                                     | Анна (9 епізодів)          |
| 2017—2018 | с   | Новий агент МакГайвер                                              | MacGyver                                         | Саманта Кейдж(12 епізодів) |
| 2018      | ф   | Марна стрілянина                                                   | Shooting in Vain                                 | Келі Стюарт                |
| 2018      | ф   | У погоні за кометами                                               | Chasing Comets                                   | Брук                       |
| 2018      | ф   | Як Флінн                                                           | In Like Flynn                                    | Роуз                       |
| 2019      | в   | Green Peace: Зміни наближаються                                    | Green Peace: Change is Coming                    | оповідачка                 |
| 2019      | кф  | Уночі                                                              | In the Night                                     | Марі                       |
| 2022      | ф   | Бош і Рокіт                                                        | Bosch & Rockit / Ocean Boy                       | Деб                        |
| 2023      | ф   | Сини літа                                                          | Sons of Summer                                   | Кейті                      |

### Музичні відео
2012 — «Give Me Love» (Ед Ширан)